# ペネロープ・ブルーデネル (カーディガン伯爵夫人)
カーディガン伯爵夫人、ペネロープ・アン・ブルードネル（英語: Penelope Anne Brudenell, Countess of Cardigan 1770年2月14日 – 1826年2月2日）は、第6代カーディガン伯爵ロバート・ブルーデネルの妻。旧姓はクック（Cooke）。父はジョージ・ジョン・クック、母はペネロープ・ボウヤー。兄ジョージ、弟エドワード、及びヘンリー・フレデリックは、いずれも軍人である。
1818年、国王ジョージ3世の王妃シャーロットの女官となるが、彼女は同じ年の11月に世を去った。ノッティンガムシャーのゴップサルで死去。

## 家族
1794年、ロンドン・聖ジョージ教会でロバート・ブルーデネル（1811年に第5代カーディガン伯爵となる）と結婚。7人の子宝に恵まれた。
- ハリエット・ジョージアナ嬢：カーゾン子爵リチャード・カーゾン＝ハウ（英語版）（1821年にハウ伯爵に叙される）と結婚
- オーガスタ嬢：陸軍軍人ヘンリー・ビンガム・ベアリング（英語版）と結婚[5]
- エリザベス・アン嬢：ジョン・パーシヴァル（第2代アーデン男爵（英語版）チャールズ・パーシヴァル（英語版）の息子）と結婚したが、のちに貴族、聖職者のウィリアム・ブロドリック（英語版）と再婚
- ジェイムズ・トマス[6]：陸軍軍人、第7代カーディガン伯爵。クリミア戦争のバラクラヴァの戦いで軽騎兵旅団の突撃（英語版）を指揮[7]。衣服の「カーディガン」を考案し、その名前の由来となったことでも知られる[8]。
- シャーロット・ペネロープ嬢：政治家ヘンリー・スタート（英語版）と結婚[9]
- メアリー嬢：第3代チチェスター伯爵ヘンリー・ペラムと結婚
- アン嬢：陸軍軍人、庶民院議員のビンガム卿ジョージ・ビンガムと結婚[10]